# Fundering

Fundering op staal,
1 = maaiveld, 2 = funderingssloven, 3 = kruipruimte

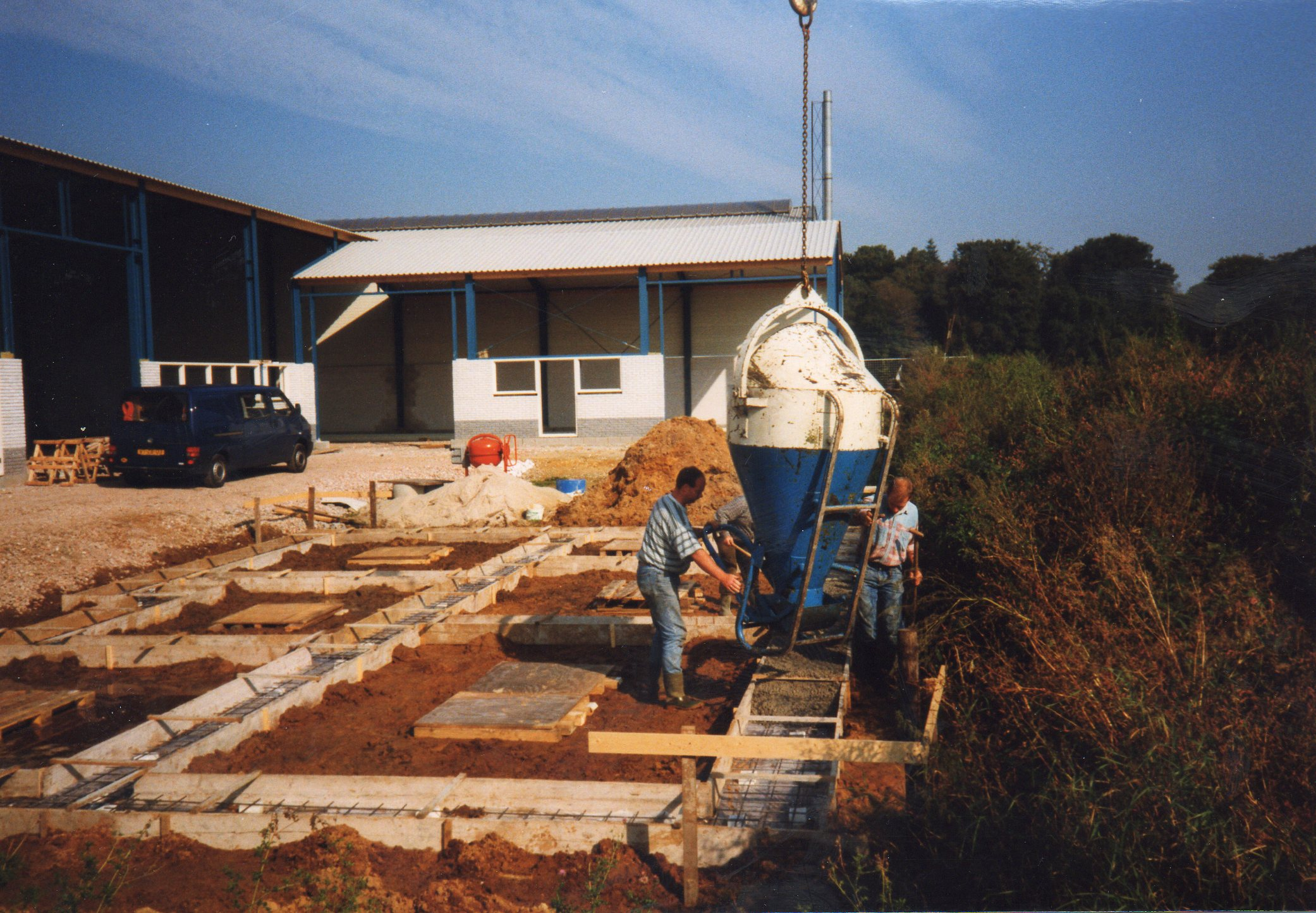
Fundering van een nieuwbouwhuis

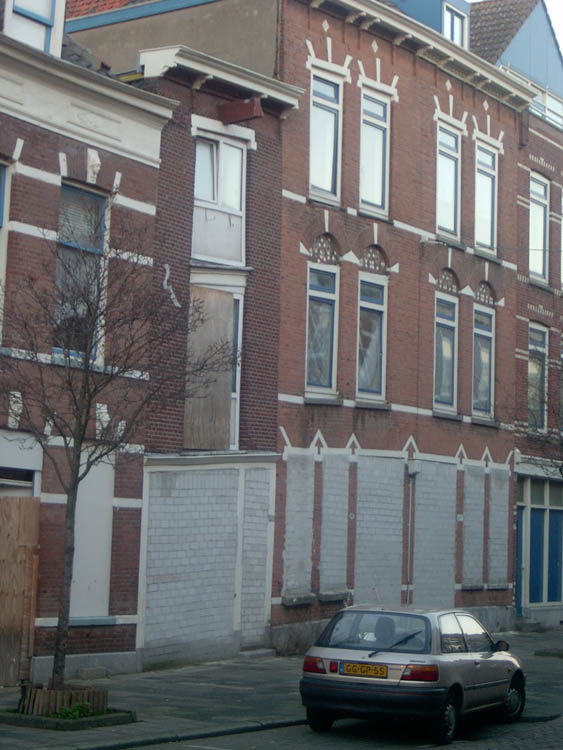
Scheefstand van Rotterdams pand als gevolg van ongelijke zetting

De fundering of het fundament is dat deel van een gebouw of constructie, dat ervoor zorgt dat permanente belasting als het eigen gewicht, en de daarop uitgeoefende veranderlijke belasting, zoals nuttige belasting, sneeuw, winddruk, worden overgedragen op de draagkrachtige ondergrond.
Ook bij wegen en spoorlijnen is sprake van een fundering: zie daarvoor het artikel wegverharding.
Er bestaan verschillende soorten funderingen, afhankelijk van de aard en het gewicht van de te bouwen constructie, en de samenstelling en draagkracht van de ondergrond.

## Soorten funderingen

### Fundering op staal
Wanneer een gebouw of constructie licht is en de bodem voldoende draagkrachtig past men een fundering op staal toe. Vaak wordt onder de constructie grondverbetering toegepast, zodat de draagkracht van de ondergrond wordt verhoogd. Een fundering op staal bestaat vaak uit een met (soms) gewapend beton gevulde sleuf, waarop de rest van de constructie is gebouwd. De fundering wordt door de ondergrond op zijn plaats gehouden.
Hoewel de naam anders doet vermoeden, wordt het materiaal staal niet gebruikt in een fundering "op staal". De term komt uit het Oudgermaans 'stal' en Oudfrans 'estal', wat stand, vaste plaats of staan op, rusten op betekent (zie ook opstal). Staal betekent eigenlijk ondergrond of harde bodem.

### Algemene vloerplaat
Is een dubbelgewapende (boven en onder) betonnen plaat van minstens 30 cm dikte over de gehele oppervlakte van het gebouw, voorzien van een betonnen rand tot op vorstvrije diepte (minimum 80 cm) aan de buitenzijde tegen het opvriezen. Dit type fundering past men toe bij weinig draagkrachtige en horizontaal gelijkmatig gelaagde ondergrond, zo niet dreigt er scheefstand. Met andere woorden: het gebouw kan in zijn geheel komen scheef te staan zoals een schip zwalpend op de golven. Bemaling van nabijgelegen gronden met daarbij een wijziging van de waterhuishouding van het terrein kan ook een oorzaak zijn van scheefstand.

### Paalfundering
Wanneer de grond nabij de oppervlakte niet draagkrachtig genoeg is voor een fundering op staal (en er geen grondverbetering mogelijk is), wordt meestal een fundering met heipalen toegepast. Heipalen leiden het gewicht van de bovenliggende constructie af naar dieper gelegen zandlagen, die wel stevig genoeg zijn om de constructie te dragen. Heipalen kunnen ook draagkracht ontlenen aan kleef, het "plakken" aan de bodemlagen waar de paal doorheen is geheid. Er zijn talloze methodes voor het aanbrengen van een paalfundering. Soms worden ook damwanden of diepwanden als fundering gebruikt. Het principe hiervan is ongeveer hetzelfde als dat van een gewone paalfundering. In bebouwd gebied wendt men in de grond gevormde palen aan om beschadiging door trillingen aan bestaande gebouwen te vermijden.

### Caissonfundering
Een caissonfundering bestaat uit een grote betonnen, stalen of soms houten "doos", die ervoor zorgt dat het gewicht van de erbovenop gebouwde constructie over een groot oppervlak wordt verdeeld. De caissons worden aan het oppervlak gebouwd en door de grond eronder te verwijderen, zakken ze naar de gewenste diepte. Deze methode wordt soms toegepast bij bijvoorbeeld brugpijlers.

## Specifieke problemen

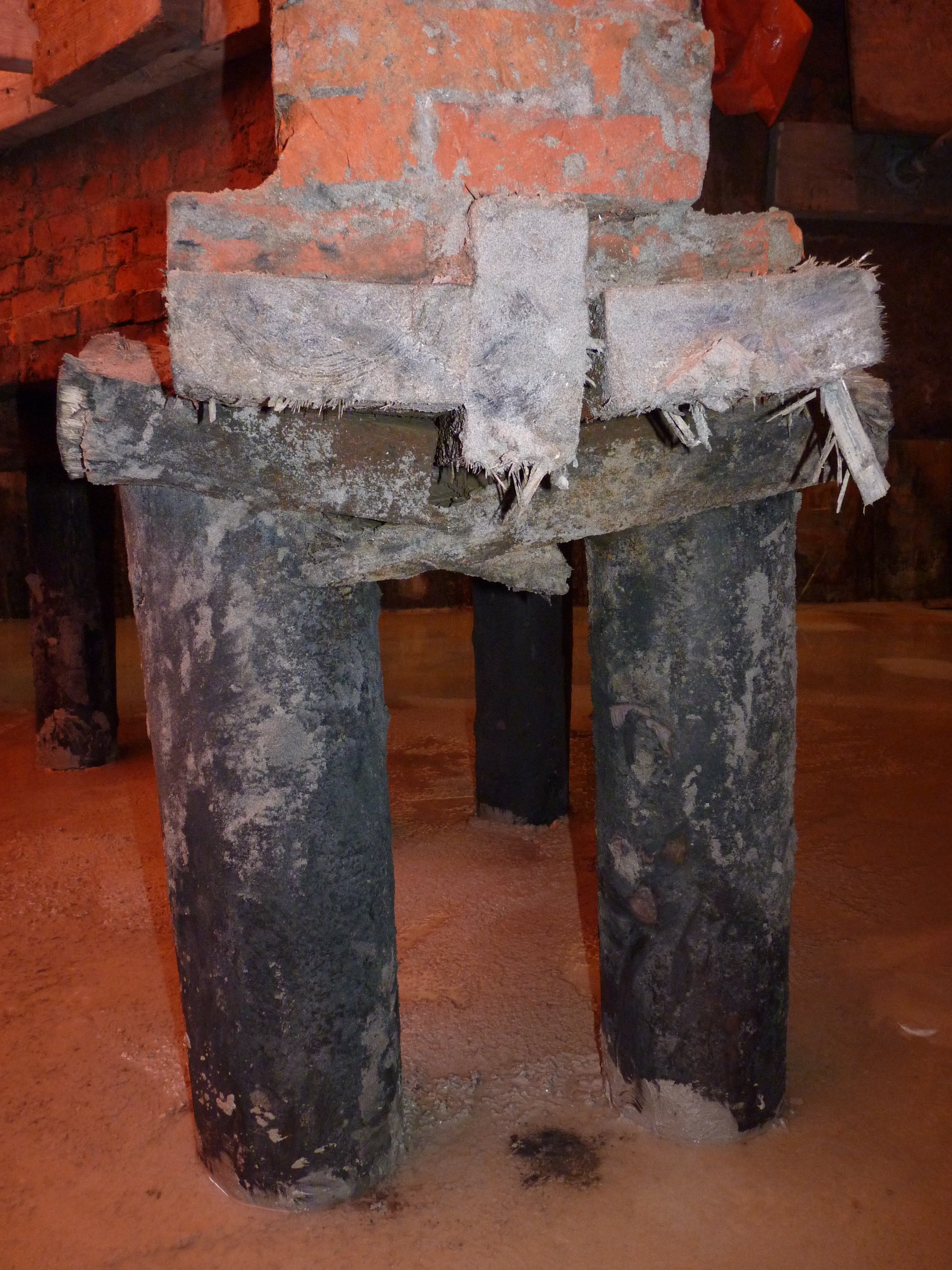
Gebroken kesp houten paalfundering

Door een lage grondwaterstand, door verdroging of grondwateronttrekking, kunnen funderingsproblemen ontstaan. Houten palen rotten weg doordat ze in aanraking komen met zuurstof en verliezen hun draagkracht (paalrot). Funderingen op staal verzakken. In beide gevallen kan grote schade ontstaan. Ook trillingen (bijvoorbeeld van motoren of generatoren in fabrieken) kunnen grote schade aanrichten als de fundering daar niet op is berekend.
Bij twijfel aan de kwaliteit van een fundering kan ervoor gekozen worden funderingsonderzoek te laten plaatsvinden.
In Nederland is de ondergrond vaak niet erg draagkrachtig door de aanwezigheid van veen en klei. Daardoor verschilt de fundering van gebouwen in Nederland van die in andere landen met een meer draagkrachtige zand- of rotsondergrond.

## Berekening
Funderingen moeten volgens het Nederlandse Bouwbesluit 2012 berekend worden met inachtname van de Eurocodes, i.c. Eurocode 7, Geotechnisch ontwerp (EN 1997).
fundering op staal · fundering op putten · grondverbetering · paalfunderingen (lijst van funderingspaalsystemen) · verdichten